# Ратуша (учреждение, Москва)
Ратуша или Московская бурмистерская палата — центральное местное и финансовое сословное учреждение города Москвы. 
Учреждена Петром I, в 1699 году, в Москве, и ведала торговых и промышленных людей и посадских всего государства в «расправных, челобитных и купецких делех», а также в сборе государевых доходов, поборов и пошлин. В 1699 году при русском царе Петре Алексеевиче были посажены по городам бургомистры или бурмистры, подчинённые московской бурмистерской палате или ратуше.Московская бурмистерская палата или ратуша существовала с 1699 года по 1720 год.

## История
Бурмистерская палата учреждена русским царём Петром Алексеевичем в Москве указом, от 30 января 1699 года, «для ведомства всяких расправных дел между гостями и посадскими людьми и для управления казёнными сборами и градскими повинностями»; вместе с тем гости и посадские люди были исключены из ведомства воевод и приказов. 17 ноября того же года Бурмистерскую Палату было повелено называть Ратушей.
После поездок в Европу Петра I с посольством у него возникла идея преобразования системы власти в Москве и других городах России, осуществлявшейся приказами, существовавшими со времён Ивана Грозного. Пётр Алексеевич решил провести реформу самоуправления, в результате которой 30 января 1699 года именным указом была создана Бурмистерская палата, состоявшая из представителей торгово-промышленного сословия. Бурмистерская палата заседала в Здании Земского приказа. Её функционирование началось осенью 1699 года после выборов бурмистров. Деятельность регулировалась именными указами императора. При публикации документов от имени Бурмистерской палаты они заверялись специальной печатью, на которой были изображены весы в руке, появляющейся из облака. Располагалась Бурмистерская палата в Кремле. Для хранения собранных с городского населения податей палата использовала погреба Приказа Большой казны.
Изначально двумя основными функциями Ратуши были упорядочивание сбора податей и контроль за самоуправлением посадских людей (ремесленного и торгового сословия). Возглавлял Ратушу президент. Помимо него, в неё входили 12 выборных бургомистров. Сама Ратуша представляла собой выборное учреждение.
Ратуша занималась сбором податей и пошлин за транспортировку и продажу различного товара, с городских и подорожных таможен, конских площадок, кружечных дворов, кабаков, харчевен, мерных изб. Для выполнения этих функций Ратуше были подчинены земские бурмистры, служившие в земских избах — специальных органах, специально созданных по всей стране. Ратуша принимала и хранила все собранные деньги, а также выдавала их в соответствии с указами царя.
Ратуша подчинялась Приказу Большой казны. Из Ратуши в Приказ отправлялись выписки из расходных и приходных книг, а также средства, оставшиеся после выдачи денег по царским указам. Ратуша приносила государству доход: в 1708 году было собрано более 1 млн рублей (весь государственный бюджет составлял 2 млн 64 тыс. рублей). Ратуше запрещалось расходовать средства, за исключением закупок писчих перьев и свечей.
Ратуша занималась распределением повинностей и податей среди посадского населения Москвы (купцов и ремесленников). Ратуша регулировала ремонт и постройку тюрем, винокурен, торговых бань. Помимо этого, Ратуша осуществляла проверку точности мер и весов в местах торговли, качество алкогольных напитков в кабаках, контролировала соблюдение правил государственной монополии на торговлю солью.
Ратуша боролась с монополизацией различных видов торговли. В частности, Ратуша выносила запрет на продажу всей древесины в одни руки.
Ратуша продавала гербовую бумагу и составляла акты-крепости (нотариально заверенные сделки по продаже недвижимости, и движимого имущества), завещания. В Ратуше велись специальные книги, в которых фиксировалась информация о мещанах и купцах: род деятельности, финансовое состояние, недвижимость, находящаяся в собственности.
Бурмистры, служившие в Ратуше, выдавали паспорта горожанам, покидающим пределы Москвы. Служащие Ратуши занимались розыском граждан, уклоняющихся от уплаты податей и покидающим город. Ратуша объявляла царские указы, при этом копии скреплялись печатью и подписью бурмистров.
В 1700 году был принят указ, согласно которому в Ратуше допрашивали воевод, которых подозревали во вмешательстве в дела бурмистров.
Важной функцией Ратуши была судебная — учреждение разрешало споры посадского населения по гражданским и торговым делам, а также разбирала жалобы иностранных торговцев на жителей города.